# Gustau Gili i Roig
Gustau Gili i Roig (Irun, 1868 — Barcelona, 17 d'abril de 1945) fou un editor català, mecenes, col·leccionista d'art, vinculat al món de la política. El seu germà fou Baldomer Gili.
Fundador el 1902 de l'Editorial Gustau Gili, és conegut per haver promocionat la indústria editorial Catalana. Va formar part de la Lliga Regionalista i ocasionalment el 1916 va ser regidor de l'Ajuntament de Barcelona i diputat el 1931. Va fundar la Cambra Oficial del Llibre de Barcelona i l'Institut Català de les Arts del Llibre.

## Biografia
Fou el fundador de l'empresa i deixà una producció impresa extraordinària. Tot i que als inicis es dedicà a l'obra religiosa, continuant el camí editorial que havia iniciat el seu pare Joan Gili Montblanch l'any 1891, aviat es decantà per l'especialització en el llibre científic i tècnic.
Des del començament, Gustau Gili apostà per la internacionalització del sector, pel mercat d'Amèrica del Sud i per la introducció d'autors i d'obres estrangeres. En aquest aspecte, destaca la relació professional i d'amistat que tingué amb l'editor Jacques Schiffrin (1892-1950), fundador d'Éditions de la Plèiade l'any 1923, que s'integraren a Éditions Gallimard el 1933.
Gustau Gili promogué la creació de la Cambra Oficial del Llibre i fou un membre molt destacat a l'Institut Català de les Arts del Llibre i en el Centre de la Propietat Intel·lectual, aquest darrer es fusionà amb la Cambra Oficial del Llibre l'any 1918. Gustau Gili i Roig formà part d'una generació d'editors de primera fila, com per exemple, Francesc Simon, Josep Espasa, Pau Salvat, Ramon Sopena López o Josep Janés. Gili contribuí de manera excepcional en el progrés de la indústria editorial a Barcelona. De les col·leccions publicades, destaca la Biblioteca de artes Industriales que introduïa obres, en gran part traduïdes de l'alemany, sobre coneixements tècnics com el dibuix i fotografia, les matemàtiques, l'arquitectura, la mecànica, la tecnologia, etc.
L'arquitectura fou un tema que li interessà notablement i comptà amb el consell d'Eduard Fontseré i amb la col·laboració d'Estanislau Ruiz i Ponseti per elaborar les publicacions d'arquitectura. En aquest àmbit fomentà la divulgació del pensament de grans mestres com Horst P. Dolinger, Gerard Blachère, Heinrich Schmitt i Ernst Neufert. Aquesta especialitat tingué èxit i s'enfortí al llarg dels anys. En l'àmbit literari, publicà obres d'autors com Rudyard Kipling (1904), la primera edició de les obres completes de Joan Maragall (1913), Narcís Oller (1928), Jaume Balmes (1925-1927) o les de Julio Casares Diccionario ideológico de la lengua española (1942) i Ángel Valbuena Historia de la literatura española (1937).
Deixà grans edicions com la Historia de los papas (28 vols) o la Monumenta Cataloniae (1929), i també algunes
col·leccions de bibliofília com Pantheon, assessorada per Josep Gudiol i Cunill i Ediciones de la Cometa (1930-1947), amb el suport intel·lectual de Gaziel.
L'esperit inicial dibuixat pel seu fundador fou seguit per les generacions posteriors que engrandiren l'empresa i l'adaptaren als seus temps.
Fou enterrat al Cementiri de Montjuïc.

## Llibres publicats
- 1944 - Bosquejo de una política del libro